# Orobanche lavandulacea
Espèce
L'Orobanche couleur de Lavande (Orobanche lavandulacea) est une espèce de plantes dicotylédones parasites de la famille des Orobanchaceae originaire du bassin méditerranéen.

## Synonymes
- Phelipanche lavandulacea (F.W.Schultz) Pomel, 1874
- Orobanche fraasii F.W. Schultz
- Phelipaea lavandulacea

## Description
- Hauteur de 15 à 50 cm de haut[1].

## Biologie
Cette orobanche parasite principalement Bituminaria bituminosa.

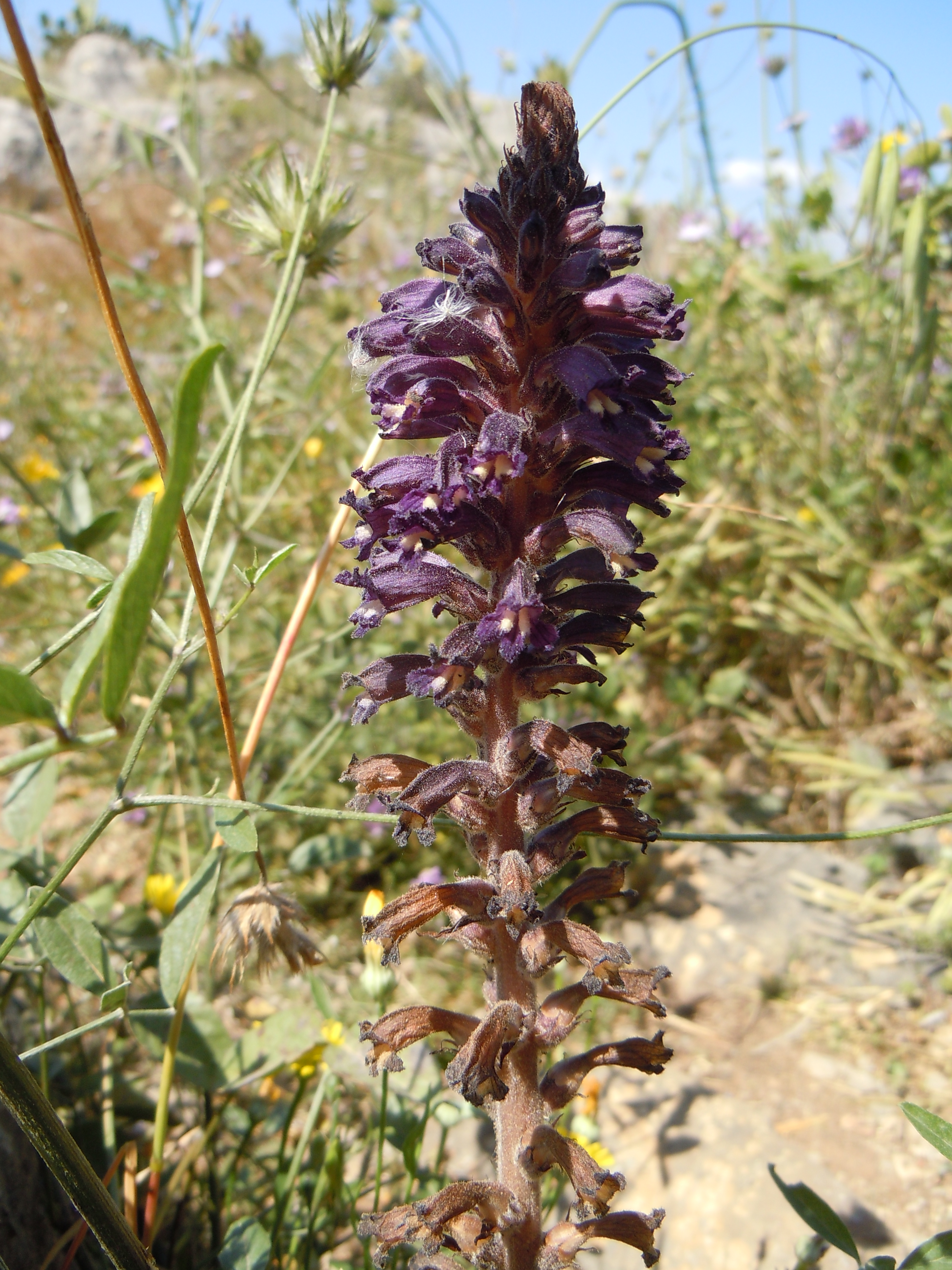
Orobanche lavandulacea en Grèce